# České místodržitelství Řádu Božího hrobu
 České místodržitelství Rytířského řádu Božího hrobu jeruzalémského je organizační jednotka tohoto řádu působící na území České republiky. 

## Řád Božího hrobu v českých zemích
V průběhu historie se stala členy řádu Božího hrobu řada významných českých osobností. Mezi rytíře Božího hrobu pasované v Jeruzalémě patřili urození poutníci z 16. století Jan IV. Zajíc z Hazmburka a Kryštof Harant z Polžic a Bezdružic spolu s Heřmanem Černínem, kteří obřadu pasování v Chrámu Božího hrobu věnovali ve svých cestopisech patřičnou pozornost. Při své pouti do Svaté země byl při obřadu pasování též přítomen a podrobně jej popsal erbovní měšťan Oldřich Prefát z Vlkanova.

## Místodržitelství v prvorepublikovém Československu (1929–1939)
V roce 1929 vzniklo pod vedením politika a podnikatele Jana Jiřího Rückla československé místodržitelství řádu Božího hrobu, které ovšem zaniklo po druhé světové válce i následkem poválečného politického vývoje. Velkopřevorem byl v tehdejší době pražský arcibiskup Karel kardinál Kašpar. 

## Česká magistrální delegace (2015–2023)
K obnově jeho činnosti došlo až po pádu totalitního režimu v roce 2015, kdy byla ustavena magistrální delegace řádu v českých zemích, jejím velkopřevorem byl jmenován olomoucký arcibiskup Mons. Jan Graubner a magistrálním delegátem Dr. Jiří Pořízka. Dne 17. 4. 2016 v olomoucké katedrále sv. Václava vykonal velmistr Řádu Božího hrobu Edwin Frederick kardinál O'Brien první investituru rytířů Řádu Božího hrobu v ČR a o dva roky později, dne 18. 11. 2018, v rámci druhé investitury pasoval velmistr v téže katedrále nové tři rytíře a jednu dámu Božího hrobu. Další řádová investitura se konala 14. září 2020 v kostele Povýšení sv. Kříže na Kalvárii Jaroměřice u Jevíčka, kde pasoval velkopřevor české magistrální delegace Mons. Jan Graubner dva nové rytíře. Poslední investitura v české magistrální delegaci se odehrála 10. září 2023 v pražské katedrále sv. Víta a předsedal jí řádový velmistr Fernando Filoni.

## České místodržtelství (od roku 2024)
Dekretem řádového velmistra kardinála Filoniho byla kde dni 1. ledna 2024 magistrální delegace v ČR povýšena na  místodržitelství. Prvním místodržitelem byl jmenován dosavadní magistrální delegát doc. Tomáš Parma. České místodržitelství je v současnosti tvořeno velkopřevorem Mons. Janem Graubnerem, místodržitelem doc. Tomášem Parmou, a více než dvaceti dámami a rytíři.

## Duchovní sídlo Českého místodržitelství
Za duchovní sídlo české magistrální delegace řádu byla zvolena Kalvárie v Jaroměřicích u Jevíčka, poutní místo a významná národní kulturní památka. Kalvárie budovaná v 17. a 18. století a zřejmě neprávem připisovaná J. B. Santinimu vyjadřuje touhu tehdejších věřících zakusit pašijové události a spatřit alespoň nápodobu svatých míst, když pro ně nebylo možno putovat do Svaté země. Pro řád Božího hrobu, jehož primárním cílem je podpora křesťanů ve Svaté zemi, je tedy právě Kalvárie ideálním a symbolickým místem pro duchovní sídlo. Poutní místo v Jaroměřicích nadto přináleží původní arcidiecézi českého velkopřevora, nachází se v blízkosti prvního oficiálního sídla české magistrální delegace (Úsobrno) a je přitom dobře dostupné i z Čech.

## Seznam představených Řádu Božího hrobu v českých zemích
- 1929–1939: JUDr. Jan Jiří Rückl (místodržitel pro Československo)
- 2015–2019: PhDr. Jiří Pořízka (magistrální delegát pro ČR)
- 2019–2023: doc. Tomáš Parma (magistrální delegát pro ČR)
- od 2024: doc. Tomáš Parma (místodržitel pro ČR)